# Palmarès du simple dames de l'US Open
Pour un article plus général, voir US Open de tennis.
Cet article présente le palmarès complet du simple dames de l'US Open de tennis depuis la première apparition en 1887 d'un tableau de simple féminin au Championnat national de tennis des États-Unis, prédécesseur de l'actuel tournoi du Grand Chelem, l'US Open.

## Palmarès
| No       | Date       | Nom et lieu du tournoi                      | Catégorie | Dotation     | Surface      | Vainqueure              | Finaliste               | Score                   |         |
| -------- | ---------- | ------------------------------------------- | --------- | ------------ | ------------ | ----------------------- | ----------------------- | ----------------------- | ------- |
| 1        | 27-09-1887 | US National Championships, Philadelphie     | G. Chelem | NC           | Gazon (ext.) | Ellen Hansell           | Laura Knight            | 6-1, 6-0                | Tableau |
| 2        | 11-06-1888 | US National Championships, Philadelphie     | G. Chelem | NC           | Gazon (ext.) | Bertha Townsend         | Ellen Hansell           | 6-3, 6-5                | Tableau |
| 3        | 11-06-1889 | US National Championships, Philadelphie     | G. Chelem | NC           | Gazon (ext.) | Bertha Townsend         | Lida Voorhees           | 7-5, 6-2                | Tableau |
| 4        | 10-06-1890 | US National Championships, Philadelphie     | G. Chelem | NC           | Gazon (ext.) | Ellen Roosevelt         | Bertha Townsend         | 6-2, 6-2                | Tableau |
| 5        | 23-06-1891 | US National Championships, Philadelphie     | G. Chelem | NC           | Gazon (ext.) | Mabel Cahill            | Ellen Roosevelt         | 6-4, 6-1, 4-6, 6-3      | Tableau |
| 6        | 21-06-1892 | US National Championships, Philadelphie     | G. Chelem | NC           | Gazon (ext.) | Mabel Cahill            | Elisabeth Moore         | 5-7, 6-3, 6-4, 4-6, 6-2 | Tableau |
| 7        | 20-06-1893 | US National Championships, Philadelphie     | G. Chelem | NC           | Gazon (ext.) | Aline Terry             | Augusta Schultz         | 6-1, 6-3                | Tableau |
| 8        | 12-06-1894 | US National Championships, Philadelphie     | G. Chelem | NC           | Gazon (ext.) | Helen Hellwig           | Aline Terry             | 7-5, 3-6, 6-0, 3-6, 6-3 | Tableau |
| 9        | 25-06-1895 | US National Championships, Philadelphie     | G. Chelem | NC           | Gazon (ext.) | Juliette Atkinson       | Helen Hellwig           | 6-4, 6-3, 6-2           | Tableau |
| 10       | 17-06-1896 | US National Championships, Philadelphie     | G. Chelem | NC           | Gazon (ext.) | Elisabeth Moore         | Juliette Atkinson       | 6-4, 4-6, 6-2, 6-2      | Tableau |
| 11       | 15-06-1897 | US National Championships, Philadelphie     | G. Chelem | NC           | Gazon (ext.) | Juliette Atkinson       | Elisabeth Moore         | 6-3, 6-3, 4-6, 3-6, 6-3 | Tableau |
| 12       | 14-06-1898 | US National Championships, Philadelphie     | G. Chelem | NC           | Gazon (ext.) | Juliette Atkinson       | Marion Jones            | 6-3, 5-7, 6-4, 2-6, 7-5 | Tableau |
| 13       | 21-06-1899 | US National Championships, Philadelphie     | G. Chelem | NC           | Gazon (ext.) | Marion Jones            | Maud Banks              | 6-1, 6-1, 7-5           | Tableau |
| 14       | 19-06-1900 | US National Championships, Philadelphie     | G. Chelem | NC           | Gazon (ext.) | Myrtle McAteer          | Edith Parker            | 6-2, 6-0, 6-0           | Tableau |
| 15       | 25-06-1901 | US National Championships, Philadelphie     | G. Chelem | NC           | Gazon (ext.) | Elisabeth Moore         | Myrtle McAteer          | 6-4, 3-6, 7-5, 2-6, 6-2 | Tableau |
| 16       | 21-06-1902 | US National Championships, Philadelphie     | G. Chelem | NC           | Gazon (ext.) | Marion Jones            | Elisabeth Moore         | 6-1, 1-0, ab.           | Tableau |
| 17       | 24-06-1903 | US National Championships, Philadelphie     | G. Chelem | NC           | Gazon (ext.) | Elisabeth Moore         | Marion Jones            | 7-5, 8-6                | Tableau |
| 18       | 21-06-1904 | US National Championships, Philadelphie     | G. Chelem | NC           | Gazon (ext.) | May Sutton              | Elisabeth Moore         | 6-1, 6-2                | Tableau |
| 19       | 20-06-1905 | US National Championships, Philadelphie     | G. Chelem | NC           | Gazon (ext.) | Elisabeth Moore         | Helen Homans            | 6-4, 5-7, 6-1           | Tableau |
| 20       | 19-06-1906 | US National Championships, Philadelphie     | G. Chelem | NC           | Gazon (ext.) | Helen Homans            | Maud Barger Wallach     | 6-2, 6-3                | Tableau |
| 21       | 26-06-1907 | US National Championships, Philadelphie     | G. Chelem | NC           | Gazon (ext.) | Evelyn Sears            | Carrie Neely            | 6-3, 6-2                | Tableau |
| 22       | 22-06-1908 | US National Championships, Philadelphie     | G. Chelem | NC           | Gazon (ext.) | Maud Barger Wallach     | Evelyn Sears            | 6-3, 1-6, 6-3           | Tableau |
| 23       | 21-06-1909 | US National Championships, Philadelphie     | G. Chelem | NC           | Gazon (ext.) | Hazel Hotchkiss         | Maud Barger Wallach     | 6-0, 6-1                | Tableau |
| 24       | 20-06-1910 | US National Championships, Philadelphie     | G. Chelem | NC           | Gazon (ext.) | Hazel Hotchkiss         | Louise Hammond          | 6-4, 6-2                | Tableau |
| 25       | 11-06-1911 | US National Championships, Philadelphie     | G. Chelem | NC           | Gazon (ext.) | Hazel Hotchkiss         | Florence Sutton         | 8-10, 6-1, 9-7          | Tableau |
| 26       | 10-06-1912 | US National Championships, Philadelphie     | G. Chelem | NC           | Gazon (ext.) | Mary Kendall Browne     | Eleonora Sears          | 6-4, 6-2                | Tableau |
| 27       | 09-06-1913 | US National Championships, Philadelphie     | G. Chelem | NC           | Gazon (ext.) | Mary Kendall Browne     | Dorothy Green           | 6-2, 7-5                | Tableau |
| 28       | 08-06-1914 | US National Championships, Philadelphie     | G. Chelem | NC           | Gazon (ext.) | Mary Kendall Browne     | Marie Wagner            | 6-2, 1-6, 6-1           | Tableau |
| 29       | 07-06-1915 | US National Championships, Philadelphie     | G. Chelem | NC           | Gazon (ext.) | Molla Bjurstedt         | Hazel Hotchkiss         | 4-6, 6-2, 6-0           | Tableau |
| 30       | 05-06-1916 | US National Championships, Philadelphie     | G. Chelem | NC           | Gazon (ext.) | Molla Bjurstedt         | Louise Hammond          | 6-0, 6-1                | Tableau |
| 31       | 18-06-1917 | National Patriotic Tournament, Philadelphie | G. Chelem | NC           | Gazon (ext.) | Molla Bjurstedt         | Marion Vanderhoef       | 4-6, 6-0, 6-2           | Tableau |
| 32       | 17-06-1918 | US National Championships, Philadelphie     | G. Chelem | NC           | Gazon (ext.) | Molla Bjurstedt         | Eleanor Goss            | 6-4, 6-3                | Tableau |
| 33       | 16-06-1919 | US National Championships, Philadelphie     | G. Chelem | NC           | Gazon (ext.) | Hazel Hotchkiss         | Marion Zinderstein      | 6-1, 6-2                | Tableau |
| 34       | 13-09-1920 | US National Championships, Philadelphie     | G. Chelem | NC           | Gazon (ext.) | Molla Bjurstedt-Mallory | Marion Zinderstein      | 6-3, 6-1                | Tableau |
| 35       | 15-08-1921 | US National Championships, Forest Hills     | G. Chelem | NC           | Gazon (ext.) | Molla Bjurstedt-Mallory | Mary Kendall Browne     | 4-6, 6-4, 6-2           | Tableau |
| 36       | 14-08-1922 | US National Championships, Forest Hills     | G. Chelem | NC           | Gazon (ext.) | Molla Bjurstedt-Mallory | Helen Wills             | 6-3, 6-1                | Tableau |
| 37       | 13-08-1923 | US National Championships, Forest Hills     | G. Chelem | NC           | Gazon (ext.) | Helen Wills             | Molla Bjurstedt-Mallory | 6-2, 6-1                | Tableau |
| 38       | 11-08-1924 | US National Championships, Forest Hills     | G. Chelem | NC           | Gazon (ext.) | Helen Wills             | Molla Bjurstedt-Mallory | 6-1, 6-3                | Tableau |
| 39       | 17-08-1925 | US National Championships, Forest Hills     | G. Chelem | NC           | Gazon (ext.) | Helen Wills             | Kitty McKane            | 3-6, 6-0, 6-2           | Tableau |
| 40       | 16-08-1926 | US National Championships, Forest Hills     | G. Chelem | NC           | Gazon (ext.) | Molla Bjurstedt-Mallory | Elizabeth Ryan          | 4-6, 6-4, 9-7           | Tableau |
| 41       | 22-08-1927 | US National Championships, Forest Hills     | G. Chelem | NC           | Gazon (ext.) | Helen Wills             | Betty Nuthall           | 6-1, 6-4                | Tableau |
| 42       | 20-08-1928 | US National Championships, Forest Hills     | G. Chelem | NC           | Gazon (ext.) | Helen Wills             | Helen Jacobs            | 6-2, 6-1                | Tableau |
| 43       | 19-08-1929 | US National Championships, Forest Hills     | G. Chelem | NC           | Gazon (ext.) | Helen Wills             | Phoebe Holcroft         | 6-2, 6-1                | Tableau |
| 44       | 18-08-1930 | US National Championships, Forest Hills     | G. Chelem | NC           | Gazon (ext.) | Betty Nuthall           | Anna McCune Harper      | 6-1, 6-4                | Tableau |
| 45       | 17-08-1931 | US National Championships, Forest Hills     | G. Chelem | NC           | Gazon (ext.) | Helen Wills             | Eileen Bennett          | 6-4, 6-1                | Tableau |
| 46       | 15-08-1932 | US National Championships, Forest Hills     | G. Chelem | NC           | Gazon (ext.) | Helen Jacobs            | Carolin Babcock         | 6-2, 6-2                | Tableau |
| 47       | 14-08-1933 | US National Championships, Forest Hills     | G. Chelem | NC           | Gazon (ext.) | Helen Jacobs            | Helen Wills             | 8-6, 3-6, 3-0, ab.      | Tableau |
| 48       | 13-08-1934 | US National Championships, Forest Hills     | G. Chelem | NC           | Gazon (ext.) | Helen Jacobs            | Sarah Palfrey           | 6-1, 6-4                | Tableau |
| 49       | 29-08-1935 | US National Championships, Forest Hills     | G. Chelem | NC           | Gazon (ext.) | Helen Jacobs            | Sarah Fabyan            | 6-2, 6-4                | Tableau |
| 50       | 03-09-1936 | US National Championships, Forest Hills     | G. Chelem | NC           | Gazon (ext.) | Alice Marble            | Helen Jacobs            | 4-6, 6-3, 6-2           | Tableau |
| 51       | 02-09-1937 | US National Championships, Forest Hills     | G. Chelem | NC           | Gazon (ext.) | Anita Lizana            | Jadwiga Jędrzejowska    | 6-4, 6-2                | Tableau |
| 52       | 08-09-1938 | US National Championships, Forest Hills     | G. Chelem | NC           | Gazon (ext.) | Alice Marble            | Nancye Wynne            | 6-0, 6-3                | Tableau |
| 53       | 07-09-1939 | US National Championships, Forest Hills     | G. Chelem | NC           | Gazon (ext.) | Alice Marble            | Helen Jacobs            | 6-0, 8-10, 6-4          | Tableau |
| 54       | 02-09-1940 | US National Championships, Forest Hills     | G. Chelem | NC           | Gazon (ext.) | Alice Marble            | Helen Jacobs            | 6-2, 6-3                | Tableau |
| 55       | 30-08-1941 | US National Championships, Forest Hills     | G. Chelem | NC           | Gazon (ext.) | Sarah Palfrey           | Pauline Betz            | 7-5, 6-2                | Tableau |
| 56       | 27-08-1942 | US National Championships, Forest Hills     | G. Chelem | NC           | Gazon (ext.) | Pauline Betz            | Louise Brough           | 4-6, 6-1, 6-4           | Tableau |
| 57       | 01-09-1943 | US National Championships, Forest Hills     | G. Chelem | NC           | Gazon (ext.) | Pauline Betz            | Louise Brough           | 6-3, 5-7, 6-3           | Tableau |
| 58       | 30-08-1944 | US National Championships, Forest Hills     | G. Chelem | NC           | Gazon (ext.) | Pauline Betz            | Margaret Osborne        | 6-3, 8-6                | Tableau |
| 59       | 28-08-1945 | US National Championships, Forest Hills     | G. Chelem | NC           | Gazon (ext.) | Sarah Palfrey           | Pauline Betz            | 3-6, 8-6, 6-4           | Tableau |
| 60       | 31-08-1946 | US National Championships, Forest Hills     | G. Chelem | NC           | Gazon (ext.) | Pauline Betz            | Doris Hart              | 11-9, 6-3               | Tableau |
| 61       | 06-09-1947 | US National Championships, Forest Hills     | G. Chelem | NC           | Gazon (ext.) | Louise Brough           | Margaret Osborne        | 6-3, 8-6                | Tableau |
| 62       | 10-09-1948 | US National Championships, Forest Hills     | G. Chelem | NC           | Gazon (ext.) | Margaret Osborne        | Louise Brough           | 4-6, 6-4, 15-13         | Tableau |
| 63       | 26-08-1949 | US National Championships, Forest Hills     | G. Chelem | NC           | Gazon (ext.) | Margaret Osborne        | Doris Hart              | 6-4, 6-1                | Tableau |
| 64       | 27-08-1950 | US National Championships, Forest Hills     | G. Chelem | NC           | Gazon (ext.) | Margaret Osborne        | Doris Hart              | 6-3, 6-3                | Tableau |
| 65       | 25-08-1951 | US National Championships, Forest Hills     | G. Chelem | NC           | Gazon (ext.) | Maureen Connolly        | Shirley Fry             | 6-3, 1-6, 6-4           | Tableau |
| 66       | 29-08-1952 | US National Championships, Forest Hills     | G. Chelem | NC           | Gazon (ext.) | Maureen Connolly        | Doris Hart              | 6-3, 7-5                | Tableau |
| 67       | 29-08-1953 | US National Championships, Forest Hills     | G. Chelem | NC           | Gazon (ext.) | Maureen Connolly        | Doris Hart              | 6-2, 6-4                | Tableau |
| 68       | 28-08-1954 | US National Championships, Forest Hills     | G. Chelem | NC           | Gazon (ext.) | Doris Hart              | Louise Brough           | 6-8, 6-1, 8-6           | Tableau |
| 69       | 02-09-1955 | US National Championships, Forest Hills     | G. Chelem | NC           | Gazon (ext.) | Doris Hart              | Pat Ward                | 6-1, 6-2                | Tableau |
| 70       | 01-09-1956 | US National Championships, Forest Hills     | G. Chelem | NC           | Gazon (ext.) | Shirley Fry             | Althea Gibson           | 6-3, 6-4                | Tableau |
| 71       | 30-08-1957 | US National Championships, Forest Hills     | G. Chelem | NC           | Gazon (ext.) | Althea Gibson           | Louise Brough           | 6-3, 6-2                | Tableau |
| 72       | 29-08-1958 | US National Championships, Forest Hills     | G. Chelem | NC           | Gazon (ext.) | Althea Gibson           | Darlene Hard            | 3-6, 6-1, 6-2           | Tableau |
| 73       | 04-09-1959 | US National Championships, Forest Hills     | G. Chelem | NC           | Gazon (ext.) | Maria Bueno             | Christine Truman        | 6-1, 6-4                | Tableau |
| 74       | 02-09-1960 | US National Championships, Forest Hills     | G. Chelem | NC           | Gazon (ext.) | Darlene Hard            | Maria Bueno             | 6-4, 10-12, 6-4         | Tableau |
| 75       | 01-09-1961 | US National Championships, Forest Hills     | G. Chelem | NC           | Gazon (ext.) | Darlene Hard            | Ann Haydon-Jones        | 6-3, 6-4                | Tableau |
| 76       | 31-08-1962 | US National Championships, Forest Hills     | G. Chelem | NC           | Gazon (ext.) | Margaret Smith          | Darlene Hard            | 9-7, 6-4                | Tableau |
| 77       | 28-08-1963 | US National Championships, Forest Hills     | G. Chelem | NC           | Gazon (ext.) | Maria Bueno             | Margaret Smith          | 7-5, 6-4                | Tableau |
| 78       | 02-09-1964 | US National Championships, Forest Hills     | G. Chelem | NC           | Gazon (ext.) | Maria Bueno             | Carole Caldwell         | 6-1, 6-0                | Tableau |
| 79       | 03-09-1965 | US National Championships, Forest Hills     | G. Chelem | NC           | Gazon (ext.) | Margaret Smith          | Billie Jean Moffitt     | 8-6, 7-5                | Tableau |
| 80       | 01-09-1966 | US National Championships, Forest Hills     | G. Chelem | NC           | Gazon (ext.) | Maria Bueno             | Nancy Richey            | 6-3, 6-1                | Tableau |
| 81       | 31-08-1967 | US National Championships, Forest Hills     | G. Chelem | NC           | Gazon (ext.) | Billie Jean King        | Ann Haydon-Jones        | 11-9, 6-4               | Tableau |
| Ère Open |            |                                             |           |              |              |                         |                         |                         |         |
| 82       | 29-08-1968 | US Open, Forest Hills                       | G. Chelem | NC           | Gazon (ext.) | Virginia Wade           | Billie Jean King        | 6-4, 6-2                | Tableau |
| 83       | 28-08-1969 | US Open, Forest Hills                       | G. Chelem | NC           | Gazon (ext.) | Margaret Smith Court    | Nancy Richey            | 6-2, 6-2                | Tableau |
| 84       | 02-09-1970 | US Open, Forest Hills                       | G. Chelem | 176 000 $    | Gazon (ext.) | Margaret Smith Court    | Rosie Casals            | 6-2, 2-6, 6-1           | Tableau |
| 85       | 01-09-1971 | US Open, Forest Hills                       | G. Chelem | 80 000 $     | Gazon (ext.) | Billie Jean King        | Rosie Casals            | 6-4, 7-6                | Tableau |
| 86       | 28-08-1972 | US Open, Forest Hills                       | G. Chelem | 80 000 $     | Gazon (ext.) | Billie Jean King        | Kerry Melville          | 6-3, 7-5                | Tableau |
| 87       | 27-08-1973 | US Open, Forest Hills                       | G. Chelem | 114 000 $    | Gazon (ext.) | Margaret Smith Court    | Evonne Goolagong        | 7-6, 5-7, 6-2           | Tableau |
| 88       | 26-08-1974 | US Open, Forest Hills                       | G. Chelem | NC           | Gazon (ext.) | Billie Jean King        | Evonne Goolagong        | 3-6, 6-3, 7-5           | Tableau |
| 89       | 25-08-1975 | US Open, Forest Hills                       | G. Chelem | 309 000 $    | Terre (ext.) | Chris Evert             | Evonne Goolagong        | 5-7, 6-4, 6-2           | Tableau |
| 90       | 30-08-1976 | US Open, Forest Hills                       | G. Chelem | 309 000 $    | Terre (ext.) | Chris Evert             | Evonne Goolagong        | 6-3, 6-0                | Tableau |
| 91       | 29-08-1977 | US Open, Forest Hills                       | G. Chelem | 250 000 $    | Terre (ext.) | Chris Evert             | Wendy Turnbull          | 7-6, 6-2                | Tableau |
| 92       | 28-08-1978 | US Open, Flushing Meadows                   | G. Chelem | 260 000 $    | Dur (ext.)   | Chris Evert             | Pam Shriver             | 7-6, 6-4                | Tableau |
| 93       | 27-08-1979 | US Open, Flushing Meadows                   | G. Chelem | 300 000 $    | Dur (ext.)   | Tracy Austin            | Chris Evert             | 6-4, 6-3                | Tableau |
| 94       | 25-08-1980 | US Open, Flushing Meadows                   | G. Chelem | 300 000 $    | Dur (ext.)   | Chris Evert             | Hana Mandlíková         | 5-7, 6-1, 6-1           | Tableau |
| 95       | 31-08-1981 | US Open, Flushing Meadows                   | G. Chelem | 400 000 $    | Dur (ext.)   | Tracy Austin            | Martina Navrátilová     | 1-6, 7-6, 7-6           | Tableau |
| 96       | 30-08-1982 | US Open, Flushing Meadows                   | G. Chelem | 632 000 $    | Dur (ext.)   | Chris Evert             | Hana Mandlíková         | 6-3, 6-1                | Tableau |
| 97       | 29-08-1983 | US Open, Flushing Meadows                   | G. Chelem | 850 000 $    | Dur (ext.)   | Martina Navrátilová     | Chris Evert             | 6-1, 6-3                | Tableau |
| 98       | 27-08-1984 | US Open, Flushing Meadows                   | G. Chelem | 1 100 000 $  | Dur (ext.)   | Martina Navrátilová     | Chris Evert             | 4-6, 6-4, 6-4           | Tableau |
| 99       | 26-08-1985 | US Open, Flushing Meadows                   | G. Chelem | 1 250 000 $  | Dur (ext.)   | Hana Mandlíková         | Martina Navrátilová     | 7-63, 1-6, 7-62         | Tableau |
| 100      | 25-08-1986 | US Open, Flushing Meadows                   | G. Chelem | 1 400 000 $  | Dur (ext.)   | Martina Navrátilová     | Helena Suková           | 6-3, 6-2                | Tableau |
| 101      | 31-08-1987 | US Open, Flushing Meadows                   | G. Chelem | 1 757 958 $  | Dur (ext.)   | Martina Navrátilová     | Steffi Graf             | 7-64, 6-1               | Tableau |
| 102      | 29-08-1988 | US Open, Flushing Meadows                   | G. Chelem | 1 937 333 $  | Dur (ext.)   | Steffi Graf             | Gabriela Sabatini       | 6-3, 3-6, 6-1           | Tableau |
| 103      | 28-08-1989 | US Open, Flushing Meadows                   | G. Chelem | 2 138 000 $  | Dur (ext.)   | Steffi Graf             | Martina Navrátilová     | 3-6, 7-5, 6-1           | Tableau |
| 104      | 27-08-1990 | US Open, Flushing Meadows                   | G. Chelem | 2 707 250 $  | Dur (ext.)   | Gabriela Sabatini       | Steffi Graf             | 6-2, 7-64               | Tableau |
| 105      | 26-08-1991 | US Open, Flushing Meadows                   | G. Chelem | 2 700 000 $  | Dur (ext.)   | Monica Seles            | Martina Navrátilová     | 7-61, 6-1               | Tableau |
| 106      | 31-08-1992 | US Open, Flushing Meadows                   | G. Chelem | 3 734 850 $  | Dur (ext.)   | Monica Seles            | Arantxa Sánchez         | 6-3, 6-3                | Tableau |
| 107      | 30-08-1993 | US Open, Flushing Meadows                   | G. Chelem | 3 967 250 $  | Dur (ext.)   | Steffi Graf             | Helena Suková           | 6-3, 6-3                | Tableau |
| 108      | 29-08-1994 | US Open, Flushing Meadows                   | G. Chelem | 3 900 000 $  | Dur (ext.)   | Arantxa Sánchez         | Steffi Graf             | 1-6, 7-6, 6-4           | Tableau |
| 109      | 28-08-1995 | US Open, Flushing Meadows                   | G. Chelem | 4 271 000 $  | Dur (ext.)   | Steffi Graf             | Monica Seles            | 7-6, 0-6, 6-3           | Tableau |
| 110      | 26-08-1996 | US Open, Flushing Meadows                   | G. Chelem | 4 004 885 $  | Dur (ext.)   | Steffi Graf             | Monica Seles            | 7-5, 6-4                | Tableau |
| 111      | 25-08-1997 | US Open, Flushing Meadows                   | G. Chelem | 4 976 000 $  | Dur (ext.)   | Martina Hingis          | Venus Williams          | 6-0, 6-4                | Tableau |
| 112      | 31-08-1998 | US Open, Flushing Meadows                   | G. Chelem | 6 012 000 $  | Dur (ext.)   | Lindsay Davenport       | Martina Hingis          | 6-3, 7-5                | Tableau |
| 113      | 30-08-1999 | US Open, Flushing Meadows                   | G. Chelem | 6 235 000 $  | Dur (ext.)   | Serena Williams         | Martina Hingis          | 6-3, 7-6                | Tableau |
| 114      | 28-08-2000 | US Open, Flushing Meadows                   | G. Chelem | 6 467 000 $  | Dur (ext.)   | Venus Williams          | Lindsay Davenport       | 6-4, 7-5                | Tableau |
| 115      | 27-08-2001 | US Open, Flushing Meadows                   | G. Chelem | 6 628 000 $  | Dur (ext.)   | Venus Williams          | Serena Williams         | 6-2, 6-4                | Tableau |
| 116      | 26-08-2002 | US Open, Flushing Meadows                   | G. Chelem | 6 261 690 $  | Dur (ext.)   | Serena Williams         | Venus Williams          | 6-4, 6-3                | Tableau |
| 117      | 25-08-2003 | US Open, Flushing Meadows                   | G. Chelem | 6 682 980 $  | Dur (ext.)   | Justine Henin           | Kim Clijsters           | 7-5, 6-1                | Tableau |
| 118      | 30-08-2004 | US Open, Flushing Meadows                   | G. Chelem | 7 017 780 $  | Dur (ext.)   | Svetlana Kuznetsova     | Elena Dementieva        | 6-3, 7-5                | Tableau |
| 119      | 29-08-2005 | US Open, Flushing Meadows                   | G. Chelem | 7 147 042 $  | Dur (ext.)   | Kim Clijsters           | Mary Pierce             | 6-3, 6-1                | Tableau |
| 120      | 29-08-2006 | US Open, Flushing Meadows                   | G. Chelem | 8 332 000 $  | Dur (ext.)   | Maria Sharapova         | Justine Henin           | 6-4, 6-4                | Tableau |
| 121      | 27-08-2007 | US Open, Flushing Meadows                   | G. Chelem | 9 098 000 $  | Dur (ext.)   | Justine Henin           | Svetlana Kuznetsova     | 6-1, 6-3                | Tableau |
| 122      | 25-08-2008 | US Open, Flushing Meadows                   | G. Chelem | 9 350 000 $  | Dur (ext.)   | Serena Williams         | Jelena Janković         | 6-4, 7-5                | Tableau |
| 123      | 31-08-2009 | US Open, Flushing Meadows                   | G. Chelem | 9 756 000 $  | Dur (ext.)   | Kim Clijsters           | Caroline Wozniacki      | 7-5, 6-3                | Tableau |
| 124      | 30-08-2010 | US Open, Flushing Meadows                   | G. Chelem | 10 508 000 $ | Dur (ext.)   | Kim Clijsters           | Vera Zvonareva          | 6-2, 6-1                | Tableau |
| 125      | 29-08-2011 | US Open, Flushing Meadows                   | G. Chelem | 10 768 000 $ | Dur (ext.)   | Samantha Stosur         | Serena Williams         | 6-2, 6-3                | Tableau |
| 126      | 27-08-2012 | US Open, Flushing Meadows                   | G. Chelem | 11 777 000 $ | Dur (ext.)   | Serena Williams         | Victoria Azarenka       | 6-2, 2-6, 7-5           | Tableau |
| 127      | 26-08-2013 | US Open, Flushing Meadows                   | G. Chelem | 16 102 000 $ | Dur (ext.)   | Serena Williams         | Victoria Azarenka       | 7-5, 6-76, 6-1          | Tableau |
| 128      | 25-08-2014 | US Open, Flushing Meadows                   | G. Chelem | 17 851 868 $ | Dur (ext.)   | Serena Williams         | Caroline Wozniacki      | 6-3, 6-3                | Tableau |
| 129      | 31-08-2015 | US Open, Flushing Meadows                   | G. Chelem | 19 852 700 $ | Dur (ext.)   | Flavia Pennetta         | Roberta Vinci           | 7-64, 6-2               | Tableau |
| 130      | 29-08-2016 | US Open, Flushing Meadows                   | G. Chelem | 21 862 744 $ | Dur (ext.)   | Angelique Kerber        | Karolína Plíšková       | 6-3, 4-6, 6-4           | Tableau |
| 131      | 28-08-2017 | US Open, Flushing Meadows                   | G. Chelem | 24 193 400 $ | Dur (ext.)   | Sloane Stephens         | Madison Keys            | 6-3, 6-0                | Tableau |
| 132      | 27-08-2018 | US Open, Flushing Meadows                   | G. Chelem | 25 282 400 $ | Dur (ext.)   | Naomi Osaka             | Serena Williams         | 6-2, 6-4                | Tableau |
| 133      | 26-08-2019 | US Open, Flushing Meadows                   | G. Chelem | 26 759 150 $ | Dur (ext.)   | Bianca Andreescu        | Serena Williams         | 6-3, 7-5                | Tableau |
| 134      | 31-08-2020 | US Open, Flushing Meadows                   | G. Chelem | 21 656 000 $ | Dur (ext.)   | Naomi Osaka             | Victoria Azarenka       | 1-6, 6-3, 6-3           | Tableau |
| 135      | 30-08-2021 | US Open, Flushing Meadows                   | G. Chelem | 27 200 000 $ | Dur (ext.)   | Emma Raducanu           | Leylah Fernandez        | 6-4, 6-3                | Tableau |
| 136      | 29-08-2022 | US Open, Flushing Meadows                   | G. Chelem | 27 915 200 $ | Dur (ext.)   | Iga Świątek             | Ons Jabeur              | 6-2, 7-65               | Tableau |
| 137      | 28-08-2023 | US Open, Flushing Meadows                   | G. Chelem | 29 488 400 $ | Dur (ext.)   | Coco Gauff              | Aryna Sabalenka         | 2-6, 6-3, 6-2           | Tableau |
| 138      | 26-08-2024 | US Open, Flushing Meadows                   | G. Chelem | NC           | Dur (ext.)   | Aryna Sabalenka         | Jessica Pegula          | 7-5, 7-5                | Tableau |

## Championnes les plus titrées
Joueuses les plus titrées (au moins 3 titres).

Mis à jour après USO 2024.
| #   | Joueuse                   | Titres | Titres   | Premier | Dernier |
| #   | Joueuse                   | Total  | ère Open | Premier | Dernier |
| --- | ------------------------- | ------ | -------- | ------- | ------- |
| 1.  | / Molla Bjurstedt-Mallory | 8      | 0        | 1915    | 1926    |
| 2.  | Helen Wills               | 7      | 0        | 1923    | 1931    |
| 3.  | Chris Evert               | 6      | 6        | 1975    | 1982    |
| 3.  | Serena Williams           | 6      | 6        | 1999    | 2014    |
| 5.  | Margaret Smith Court      | 5      | 3        | 1962    | 1973    |
| 5.  | Steffi Graf               | 5      | 5        | 1988    | 1996    |
| 7.  | Elisabeth Moore           | 4      | 0        | 1896    | 1905    |
| 7.  | Hazel Hotchkiss Wightman  | 4      | 0        | 1909    | 1919    |
| 7.  | Helen Hull-Jacobs         | 4      | 0        | 1932    | 1935    |
| 7.  | Alice Marble              | 4      | 0        | 1936    | 1940    |
| 7.  | Pauline Betz              | 4      | 0        | 1942    | 1946    |
| 7.  | Maria Bueno               | 4      | 0        | 1959    | 1966    |
| 7.  | Billie Jean King          | 4      | 3        | 1967    | 1974    |
| 7.  | Martina Navrátilová       | 4      | 4        | 1983    | 1987    |
| 16. | Juliette Atkinson         | 3      | 0        | 1895    | 1898    |
| 16. | Mary Kendall Browne       | 3      | 0        | 1912    | 1914    |
| 16. | Margaret Osborne duPont   | 3      | 0        | 1948    | 1950    |
| 16. | Maureen Connolly          | 3      | 0        | 1951    | 1953    |
| 16. | Kim Clijsters             | 3      | 3        | 2005    | 2010    |

## Nombre de titres par pays
| Pays        | Titres | Premier | Dernier |
| ----------- | ------ | ------- | ------- |
| États-Unis  | 67     | 1887    | 1967    |
| Brésil      | 4      | 1959    | 1966    |
| Norvège     | 4      | 1915    | 1918    |
| Royaume-Uni | 3      | 1891    | 1930    |
| Australie   | 2      | 1962    | 1965    |
| Chili       | 1      | 1937    | -       |
| Total       | 81     |         |         |

| Pays            | Titres | Premier | Dernier |
| --------------- | ------ | ------- | ------- |
| États-Unis      | 26     | 1971    | 2023    |
| Allemagne       | 6      | 1988    | 2016    |
| Belgique        | 5      | 2003    | 2010    |
| Australie       | 4      | 1969    | 2011    |
| Royaume-Uni     | 2      | 1968    | 2021    |
| Japon           | 2      | 2018    | 2020    |
| Russie          | 2      | 2004    | 2006    |
| Yougoslavie     | 2      | 1991    | 1992    |
| Argentine       | 1      | 1990    | -       |
| Canada          | 1      | 2019    | -       |
| Espagne         | 1      | 1994    | -       |
| Italie          | 1      | 2015    | -       |
| Pologne         | 1      | 2022    | -       |
| Serbie          | 1      | 1992    | -       |
| Suisse          | 1      | 1997    | -       |
| Tchécoslovaquie | 1      | 1985    | -       |
| Total           | 56     |         |         |

## Vainqueurs et Finalistes du tableau «All comers»
De 1888 à 1918, le vainqueur du tableau « All comers » rencontrait le vainqueur de l'édition précédente dans ce qui s'appelait alors le « Challenge Round » (tour du défi). Voici donc, les vainqueurs et finalistes de ce tableau par année :
| Année | Vainqueur All comers' final | Finaliste All comers' final | Score                   |
| ----- | --------------------------- | --------------------------- | ----------------------- |
| 1888  | Bertha Townsend             | Marion Wright               | 6-2, 6-2                |
| 1889  | Lida Voorhees               | Helen Day Harris            | 6-5, 2-6, 6-3           |
| 1890  | Ellen Roosevelt             | Lida Voorhees               | 6-3, 6-1                |
| 1891  | Mabel Cahill                | Grace Roosevelt             | 6-3, 7-5                |
| 1892  | Elisabeth Moore             | Helen Day Harris            | 5-7; 6-1, 6-1           |
| 1894  | Helen Hellwig               | Bertha Townsend             | 6-2, 6-5, 6-4           |
| 1895  | Juliette Atkinson           | Elisabeth Moore             | 6-3, 7-5, 3-6, 6-0      |
| 1896  | Elisabeth Moore             | Annabella Wistar            | 6-3, 7-5, 6-0           |
| 1897  | Juliette Atkinson           | Edith Kenderdine            | 6-2, 6-4, 6-0           |
| 1898  | Marion Jones                | Helen Crump                 | 4-6, 5-7, 4-6           |
| 1901  | Elisabeth Moore             | Marion Jones                | 4-6, 1-6, 9-7, 9-7, 6-3 |
| 1902  | Marion Jones                | Carrie Neely                | 8-6, 6-4                |
| 1903  | Elisabeth Moore             | Carrie Neely                | 6-2, 6-4                |
| 1904  | May Sutton                  | Helen Homans                | 6-1, 6-1                |
| 1908  | Maud Barger Wallach         | Marie Wagner                | 4-6, 6-1, 6-3           |
| 1909  | Hazel Hotchkiss Wightman    | Louise Hammond              | 6-8, 6-1, 6-4           |
| 1910  | Louise Hammond              | Adélaïde Browning           | 6-2, 6-4                |
| 1911  | Florence Sutton             | Eleonora Sears              | 6-2, 6-1                |
| 1913  | Dorothy Green               | Edna Wildey (en)            | 6-3, 6-4                |
| 1914  | Marie Wagner                | Clare Cassell (en)          | 6-1, 7-5                |
| 1916  | Louise Hammond              | Eleonora Sears              | 6-3, 6-4                |
| 1918  | Eleanor Goss                | Hélène Pollak               | 6-2, 7-5                |